# Malartic
Malartic es una ciudad situada en la provincia de Quebec, en Canadá. Según el censo de 2021, tiene una población de 3355 habitantes.
Está ubicada en el municipio regional de condado de La Vallée-de-l'Or y a su vez, en la región de Abitibi-Témiscamingue.

## Geografía
La localidad tiene una superficie total de 147.45 km².

## Demografía
Según el censo de 2021, hay 3355 personas residiendo en la localidad. La densidad de población es de 22.8 hab./km². Los datos del censo mostraron que de las 3377 personas censadas en 2006, en 2021 hubo una disminución poblacional de 22 habitantes (-0.7%). El número total de inmuebles particulares es de 1635, lo que representa una densidad de 11.1 inmuebles por km². El número total de viviendas particulares que se encuentran ocupadas por residentes habituales es de 1481.